# Prinses van de Nacht
Prinses van de Nacht is een fantasyboek van de Britse schrijfster Tanith Lee. Het is het vijfde deel van De Boeken van de Heren der Duisternis.

## Verhaal
Azhram, de prins der demonen, heeft zijn tegenstrever Chuz met waanzin geslagen. Deze heer der duisternis waagde het Azhram's dochter Azhriaz te verleiden. Azhriaz, de vrouwe der ijlingen, geselt nu de mensheid zoals was voorbestemd. Haar verwoestingen en veroveringen wekken de aandacht op van de sluimerende goden van Opperaarde, die drie engelen sturen om haar te stoppen. In deze tijden van chaos ontmoet Chuz zijn geliefde weer.

## De Boeken van de Heren der Duisternis
- 1978 -  Heerser van de Nacht (Night's Master)
- 1979 -  Meester van de Dood (Death's Master)
- 1981 -  Meester van de Waan (Delusion's Master)
- 1986 -  Vrouwe der ijlingen (Delirium's Mistress)
- 1987 -  Prinses van de Nacht (Night's Sorceries)